# ماهی آب‌شیرین

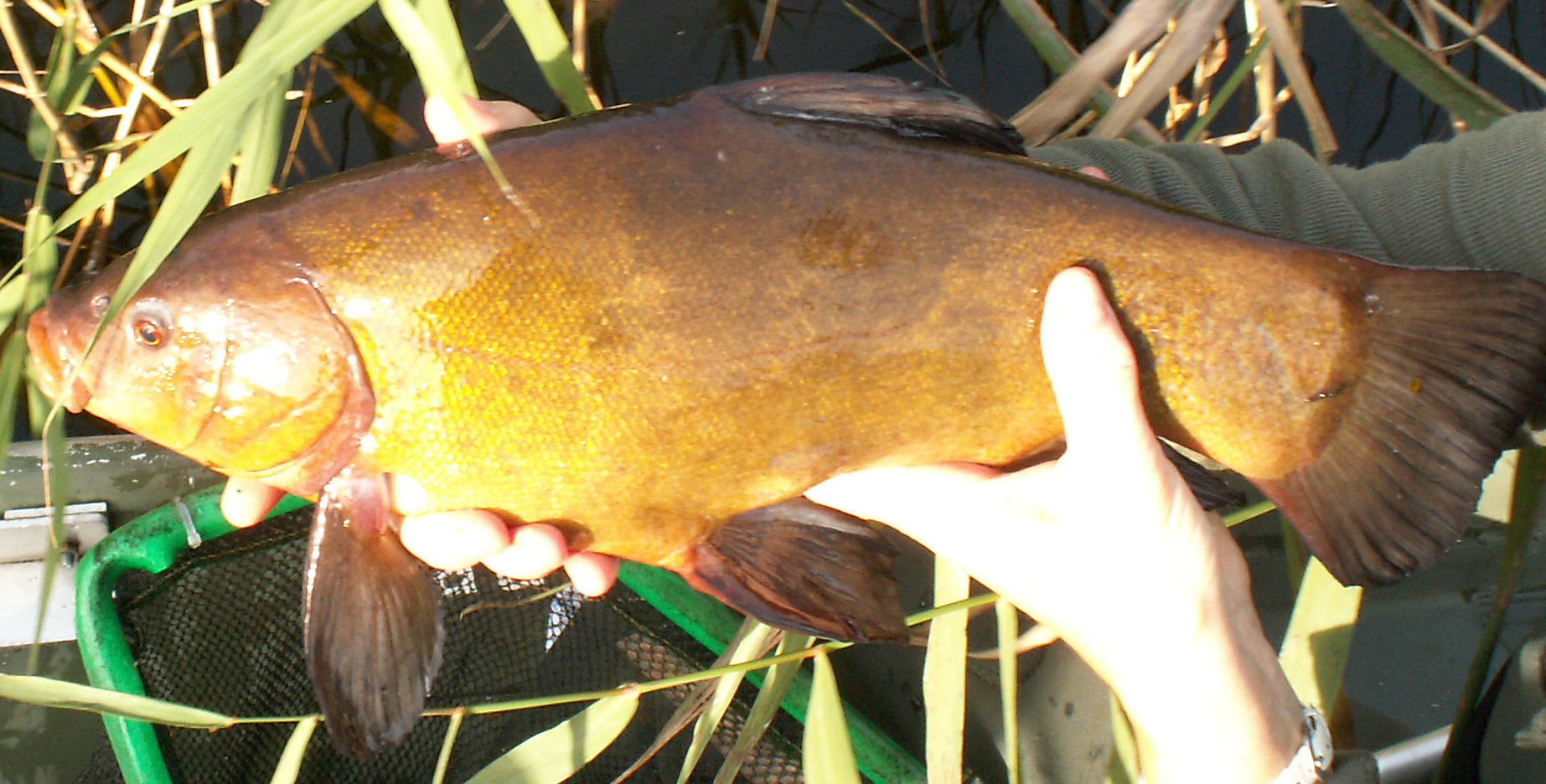
لای‌ماهی رایج‌ترین ماهی آب‌شیرین در مناطق معتدل اوراسیا است.

ماهی آب‌شیرین ماهی است که بیشتر زندگی‌اش را در آب‌های شیرین مثل رود و دریاچه که شوری آب آن‌ها کمتر از ۰٫۰۵ درصد است می‌گذراند. شرایط این محیط‌ها از بسیاری جهات با شرایط آب‌های موجود در دریا متفاوت است، مشخص‌ترین تفاوت آن‌ها میزان شوری آب آن‌هاست. برای زنده ماندن ماهی از نظر فیزیولوژی باید با این محیط سازگار شود.
۴۱٫۲۴ درصد از تمام ماهی‌های شناخته شده در آب شیرین زندگی می‌کنند. این در درجهٔ اول به دلیل گونه‌زایی سریعی است که در زیستگاه‌های پراکنده امکان‌پذیر است. در هنگام برخورد با حوضچه‌ها و دریاچه‌ها، همانند مطالعه نظریه جغرافیای زیستی جزایر ممکن است فرداز همان مدل‌های پایه‌ای گونه‌زایی استفاده کند.

## فیزیولوژی
ماهی‌های آب شیرین از لحاظ فیزیولوژیکی از چند جهت با ماهی‌های آب شور تفاوت‌هایی دارند. آب‌شش‌های آن‌ها هنگام نگه داشتن نمک در مایعات بدنشان باید بتوانند گازهای محلول در آب را پراکنده کنند.
پولک‌های آن‌ها باعث کاهش انتشار آب از طریق پوست می‌شود: ماهی‌های آب شیرین که مقادیر زیادی از پولک‌های‌شان از بین رفته‌اند، می‌میرند. آن‌ها همچنین کلیه‌های توسعه یافته‌ای دارند تا پیش از دفع نمک را از مایعات بدن جدا کنند.

## ماهی مهاجر

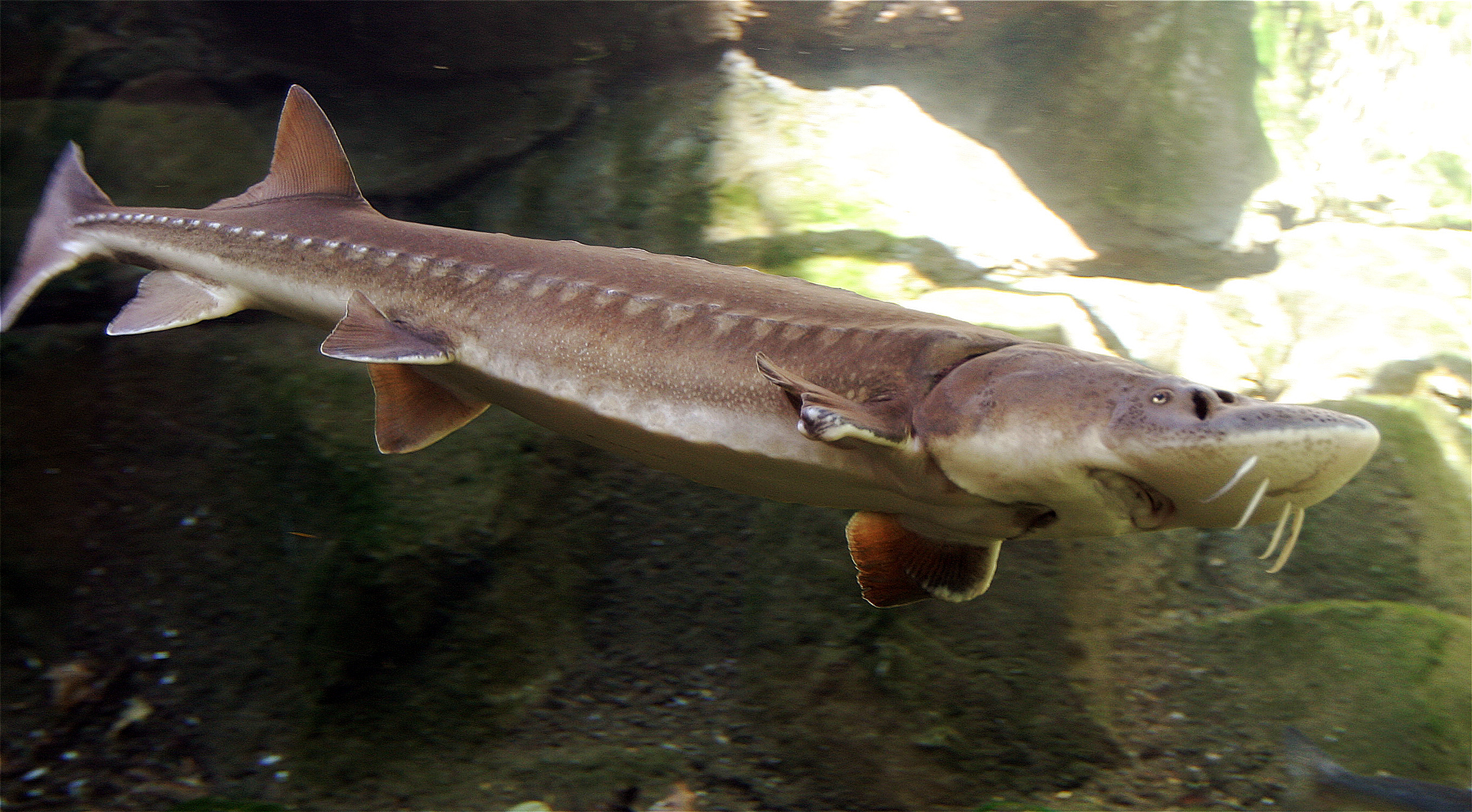
ماهیان خاویاری هم در آنادراموس و هم آب‌های شیرین ساکن یافت می‌شوند.

بسیاری از گونه‌های ماهی بیشتر دوران زندگی‌شان را در دریا می‌گذرانند اما برای تخم‌ریزی از دریا به آب‌های شیرین مهاجرت می‌کنند و در آب شیرین تولید و مثل می‌کنند، این ماهی‌ها با نام ماهی‌های آنادراموس (بالارو، رودکوچ) شناخته می‌شوند. مانند :سالمون، قزل‌آلا، دهان‌گردماهی دریایی و آبنوس سه‌خاره. بعضی از انواع دیگر ماهی‌های برعکس در اب شور به دنیا می‌آیند ولی بیشتر دوران زندگی‌شان را در آب‌های شیرین می‌گذرانند مانند:مارماهی مهاجر. این ماهی‌ها با نام کاتادراموس (پایین‌رو) شناخته می‌شوند.
گونه‌های مهاجر بین دریاها و آب‌های شیرین نیازمند سازگاری با هر دو محیط هستند، هنگام اقامت در آب شور باید غلظت نمک بدنشان پایین‌تر از غلظت نمک محیط باشد و برعکس. بسیاری از گونه‌ها این مشکل را با ماندن در زیستگاه‌های مختلف، در هر مرحله از زندگی‌شان حل می‌کنند. هم مارماهیان مهاجر (ماهیان آنادراموس سالمون شکل) و هم دهان‌گردماهیان دریایی در مراحل مختلف زندگی نسبت به شوری آب درجه تحمل متفاوتی دارند.